# Стежарій
Стежарій (рум. Stejarii) — село у повіті Ясси в Румунії. Входить до складу комуни Цигенаші.
Село розташоване на відстані 342 км на північ від Бухареста, 26 км на північний захід від Ясс.

## Населення
За даними перепису населення 2002 року у селі проживали 395 осіб, з них 392 особи (99,2%) румунів. Усі жителі села рідною мовою назвали румунську.